# Отказное
Отка́зное — село в Советском городском округе Ставропольского края Российской Федерации.

## География
С южной стороны граничит с Отказненским водохранилищем. Через территорию села протекает река Кума.
Расстояние до краевого центра: 168 км. Расстояние до районного центра: 9 км.

## История
Населённый пункт основан в 1784 году. По другим данным, в 1785 году, по третьим, слобода Отказная основана в 1778 году.
На 1789 год село входило в Екатериноградский уезд.
Указом от 30 августа 1790 года Кавказское наместничество и Кавказская губерния ликвидированы, губернские присутственные места переведены в Астрахань, город Екатериноград и Екатериноградский уезд упразднены. Населённые пункты ликвидированного Екатериноградского уезда распределены между близлежащими уездами. В частности, в состав Георгиевского уезда вошло село Отказное.
В 1790-х годах в Кавказской губернии мМежевые работы проводились там, где это было возможно. В ряде случаев межевание охватывало только часть принадлежавших селениям земель. Например, в селениях Солдатском, Александровском и Отказном обмежеванными оказались земли только по левому берегу реки Кумы, так как по правому берегу этому препятствовал уздень Большой Кабарды Бегидов.
На 1837 год село входило в Солдатско-Александровскую волость Пятигорского округа. 
В документах 1879 года значится как село Александровского уезда.
10 января 1943 года Отказное было освобождено от немецко-фашистских войск.
До 1 мая 2017 года село образовывало упразднённое сельское поселение село Отказное.

## Население
| 1785  | 1789  | 1836  | 1897  | 1903  | 1908    | 1909    | 1925  | 1989  |
| ----- | ----- | ----- | ----- | ----- | ------- | ------- | ----- | ----- |
| 728   | ↗1454 | ↗1606 | ↗7397 | ↗8995 | ↗11 506 | ↘10 200 | ↘5318 | ↘3843 |
| 2002  | 2010  | 2012  | 2013  | 2014  | 2015    | 2016    | 2017  | 2021  |
| ↗4018 | ↘3018 | ↘2983 | ↘2960 | ↘2914 | ↘2865   | ↗2867   | ↘2862 | ↘2740 |

Гендерный состав
По итогам переписи населения 2010 года проживали 1403 мужчины (46,49 %) и 1615 женщин (53,51 %).
Национальный состав
По данным переписи 2002 года, 91 % населения — русские.
По итогам переписи населения 2010 года проживали следующие национальности (национальности менее 1 %, см. в сноске к строке "Другие"):
| Национальность | Численность | Процент |
| -------------- | ----------- | ------- |
| Русские        | 2816        | 93,31   |
| Армяне         | 45          | 1,49    |
| Цыгане         | 30          | 0,99    |
| Другие         | 127         | 4,21    |
| Итого          | 3018        | 100,00  |

## Инфраструктура
- Администрация села (здание 1905 года).
- Культурно-досуговый центр[27] с библиотекой (1964 год)
- Стадион
- Больница (1938 год)
- Аптека (2009 год)
- Отделение Сбербанка
- Узел связи
- Ветеринарный участок
- Централизованной канализации нет. Культурно-бытовые и общественные здания оборудованы внутренним водопроводом и канализацией
- Село газифицировано от АГРС села Солдато-Александровского

## Образование
- Детский сад № 2 «Улыбка»[28] (1963 год)
- Детский сад № 11 «Звёздочка». Открыт 3 января	1967 года как сад-ясли № 11 «Звёздочка»[29]
- Средняя общеобразовательная школа № 7[30] на 964 учащихся (1972 год)
- Начальная школа на 80 мест (1964 год)

## Экономика
- Магазины
- Парикмахерская
- Кафе
- Склад
- Пекарня
- Банно-прачечный комбинат
- 6 котельных
- Шиномонтаж
- СТФ на 800 голов
- ОТФ не действующая
- МТФ не действующая
- АЗС
- Зерносклад
- Лесничество

## Русская православная церковь
- Храм Святителя Николая Чудотворца. Построена в 1797 году деревянная церковь. В середине XIX века упразднена по ветхости. В 1901 году построена и освящена новая деревянная церковь с такой же колокольней[31].
- Трёхсвятительская церковь. Построена и освящена в 1858 году[31].

## Памятники
- Братская могила погибших в годы гражданской и Великой Отечественной войны. 1918—1920, 1942—1943, 1971 года[32]

## Археологические памятники
- Курганы могильник «Отказное-1»

## Кладбище
В 1,1 км западнее села расположено общественное открытое кладбище площадью 62 677 м².